# Torsten Hägerstrand
Torsten Hägerstrand (Moheda, 1916. október 11. – Lund, 2004. május 3.) svéd földrajztudós. Kutatási területe a migráció, a kulturális diffúzió és az időföldrajz volt.
1916-ban született Mohedában, egy svéd kisvárosban. A Lundi Egyetemen hallgatott földrajzot 1947 és 1953 között. 1953-ban szerzett doktori címet. Ugyanezen az egyetemen lett földrajzprofesszor, majd professzor emeritus 1971-től kezdődően. 1972-ben tagja lett a Svéd Kutatóakadémia Ember és társadalom Kutatóintézetében. 1982-ben ment nyugdíjba, 2004-ben hunyt el.

## Tudományos munkássága
Amikor Hägerstrand 1942-ben első tanulmányát publikálta, a földrajzban a kvantitatív szemlélet volt az uralkodó.
Olyan modelleket és statisztikai módszereket fejlesztett ki, mint például az idő-tér prizma. Munkássága korai tényezőnek tekinthető a földrajz kvalitatívvá válásában, a humán gondolkodás meghonosításában a tudományon belül. A mai napig a nem-reprezentatív kutatások alapját képezik Hägerstrand elméletei.
A Lund Studies in Geography című tanulmánykötet-sorozat szerkesztői közreműködésével a modern geográfiai kutatások aktív publikációs fóruma lett.
Legfontosabb tudományos újításai a térben mozgás modellezésére irányultak.
1. Az 1952-ben, a fent említett tanulmánykötetben megjelent „Az innovációs hullámok terjedése” című munkája. Hägerstrand elsőként adott modellszerű magyarázatot, az innovációs központokból a befogadó, vagy akadályozó területek felé áramló technikai, társadalmi, intézményi innovációk földrajzi elterjedésére.
2. A másik, 1957-ben publikált Migration and area című mozgás-vizsgálati tanulmánya a népesség mozgásának általános tér-jellemzőit ismét a kibocsátó és befogadó területek kontextusában tárgyalta.
3. A harmadik tér-mozgás modellje volt, az időföldrajz. A népesség mozgásainak szabályszerűségeit próbálta modellezni a nap 24 órájában egy adott településen belül, (pl.: tanulók dolgozók napi ciklikus mozgásai) és egy tágabb téregységen belül (pl.: ingázó munkavállalók).

Modelljei azóta is távlati területi és várostervezés módszeréül szolgálnak, de alkalmazhatóságuk természetesen csak a nyugati kultúrához tartozó (fejlettnek tekintett) országokra korlátozódik.
Hägerstrand elméleteit a feminista földrajzosok, úgy mint Gilian Rose sok kritikával illették, mert szerintük azok sokszor egy férfiközpontú és hibás értékrendű világról festenek képet.

## Idézettsége
Tudományos munkásságának hatását a nemzetközi földrajzban 1950-es évektől napjainkig mutatja széles körű idézettsége, három fő témában: innováció, migráció és aktivitás, utazás és tér. Az 1960-as évektől nagyságrendileg 20-40 cikkben idézik évente.

## Magyar vonatkozás
Hägerstrand 1968 és 1976 között a Nemzetközi Földrajzi Unió elnöke volt, aminek első regionális (európai) konferenciáját 1971-ben több magyar kutató társa közreműködésével (pl.: Enyedi György) sikerült Budapesten megszervezni.

## Tiszteletbeli tisztek, díjak
- 1992-ben elnyerte a Lauréat Prix International de Géographie Vautrin Lud díját, ami a földrajzkutatóknak járó egyik legmagasabb presztízsű díj.
- Tiszteletbeli doktorává avatta a Bergeni egyetem, Norwegian school of economics and business administration, Trondheimi egyetem, Bristoli egyetem, az Edinburgh-i Egyetem, a Glasgow-i Egyetem és az Ohiói Egyetem.
- Tagja volt, a Svéd Királyi Tudományos Akadémiának, a Royal Swedish Academy of Letters-nek a Royal Swedish Academy of Engineering Sciences-nek, a Norwegian Academy of Science and Letters-nek, a Finn Tudományos Akadémiának, a American Academy of Arts and Sciences-nek a Corresponding Fellow of the British Academy-nek és a franciaországi Société de Géographie-nek, valamint az Academia Europaea-nak, amelynek alapító tagja is volt.

- 1968-ban megkapta a Outstanding Achievement díjat a Association of American Geographers-től.
- 1979-ben pedig a Viktória medált a Brit Királyi Földrajzi Társaságtól.

## Legfontosabb munkái
1. Innovation diffusion as a spatial process. (Chicago: University of Chicago Press, 1967)
2. On the definition of migration. (Lund: Lunds Universitets Kulturgeografiska Institution, Rapporter och Notiser, 9, 1973)
3. The impact of transport on the quality of life. (Lund: Lunds Universitets Kulturgeografiska Institution, Rapporter och Notiser, 13, 1974)
4. The domain of human geography. Directions in geography, ed. R. J. Chorley, 67-87. (London: Methuen, 1973)
5. Space, time and human conditions. Dynamic allocation of urban space, ed. A. Karlqvist et al. (Lexington: Saxon House Lexington Book, 1975)

## Fordítás
- Ez a szócikk részben vagy egészben  a   Torsten Hägerstrand című angol Wikipédia-szócikk fordításán alapul.  Az eredeti cikk szerkesztőit annak laptörténete sorolja fel. Ez a jelzés csupán a megfogalmazás eredetét és a szerzői jogokat jelzi, nem szolgál a cikkben szereplő információk forrásmegjelöléseként.